# Матвієвська сільська рада (Цілинний район)
Матві́євська сільська рада (рос. Матвеевский сельский совет) — сільське поселення у складі Цілинного району Курганської області Росії.
Адміністративний центр та єдиний населений пункт — село Матвієвка.
Населення сільського поселення становить 523 особи (2017; 622 у 2010, 787 у 2002).